# Casemate du Grand-Bois
La casemate du Grand-Bois est une casemate d'intervalle CORF de la ligne Maginot, située sur la commune d'Achen, dans le département de la Moselle.

## Position sur la ligne
Faisant partie du sous-secteur de Kalhausen dans le secteur fortifié de la Sarre, la casemate du Grand-Bois, portant l'indicatif GB, est intégrée à la « ligne principale de résistance » entre la casemate de Wittring à l'ouest (W) et l'ouvrage du Haut-Poirier (O 220) à l'est.
La casemate est implantée à mi-pente, à 297 mètres d'altitude, entre la vallée de la Sarre en bas à l'ouest et le Haut Poirier en haut (cote 340) à l'est ; le « Grand Bois » désigne le Grosswald, bois s'étendant sur les limites des communes de Wittring, Achen et Kalhausen.

## Description
C'est une casemate simple du modèle « nouveaux fronts », dont l'armement principal devait tirer en flanquement le long de la ligne, uniquement vers l'est. Elle est donc équipée avec deux créneaux de tir cuirassé sous béton, l'un pour un jumelage de mitrailleuses (qui peut être remplacé par un antichar de 47 mm : JM/AC 47), l'autre uniquement pour un JM. Cet armement en façade est complété au-dessus par une cloche pour arme mixte (cloche AM : un antichar de 25 mm couplé à un jumelage de mitrailleuses).
La protection rapprochée était confiée à des créneaux pour fusil-mitrailleurs, avec en toiture deux « cloches pour guetteur et fusil-mitrailleur » (cloches GFM modèle B). L'étage inférieur, en sous-sol, abrite un groupe électrogène et le système de ventilation et de filtrage (en cas d'alerte au gaz).

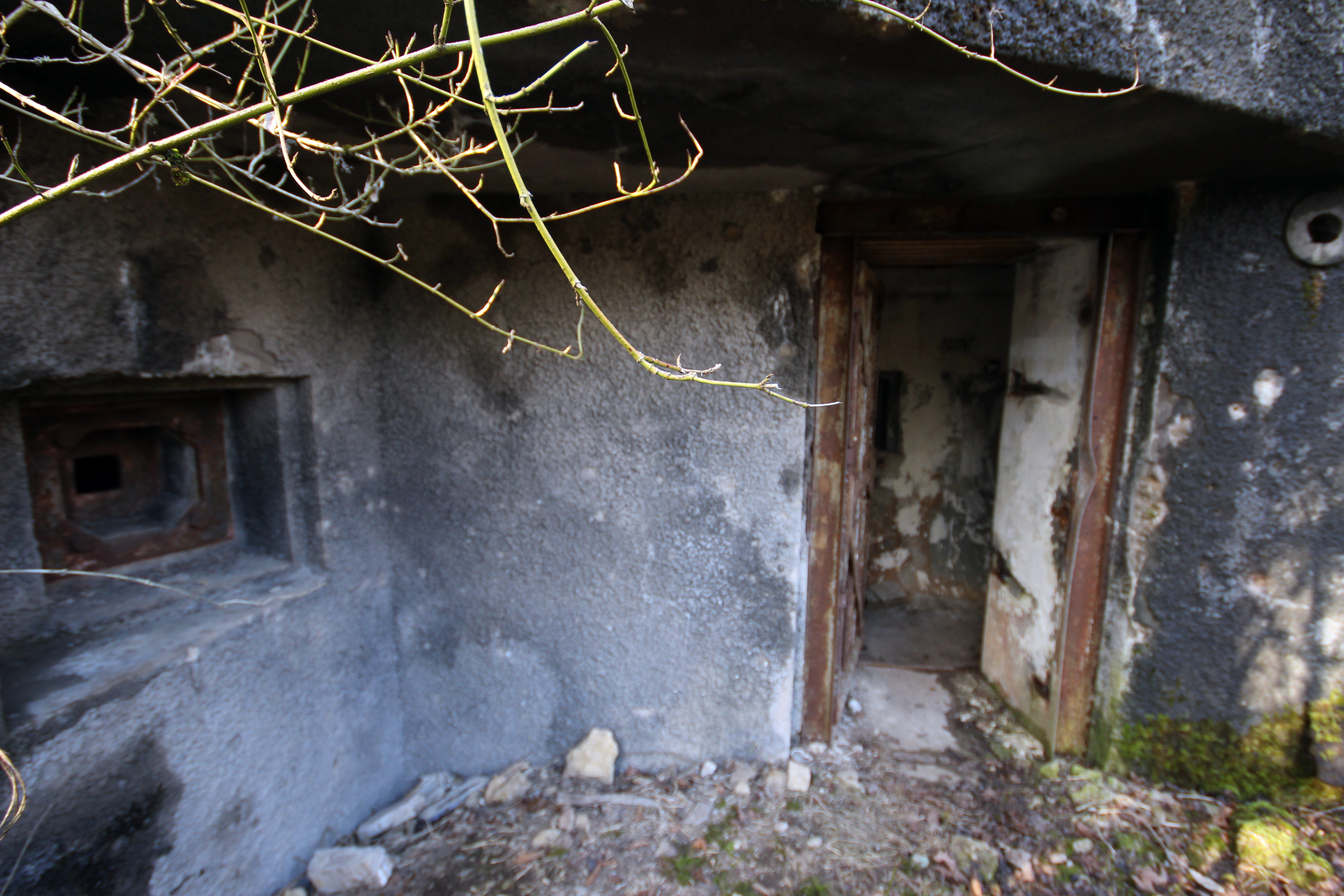
L'entrée de la casemate.

## Histoire
Le 20 juin 1940, la 262e division d'infanterie allemande du général Theißen déploie ses unités sur les arrières du secteur fortifié de la Sarre, donc au sud de l'ouvrage du Haut-Poirier et des casemates d'Achen. Le 21 juin, après une préparation d'artillerie, le 462e régiment d'infanterie allemand attaque les casemates à l'est du Haut-Poirier, mais il est repoussé par les canons de 75 mm du bloc 5 du Simserhof (qui sont à limite de portée). Au soir, le Haut-Poirier (dont le bloc 3 a été perforé par un obus de 15 cm) et les cinq casemates de Wittring, du Grand-Bois, d'Achen Nord-Ouest, d'Achen Nord et d'Achen Nord-Est se rendent.

## État actuel
Appartient à un privé ; à l'abandon.